# Provincia de Gia Lai
Gia Lai (en vietnamita: Gia Lai) es una de las provincias que conforman la organización territorial de la República Socialista de Vietnam.

## Geografía
Gia Lai se localiza en la región de las Tierras Altas Centrales. La provincia mencionada posee una extensión de territorio que abarca una superficie de 15.494,9 kilómetros cuadrados.

## Demografía
La población de esta división administrativa es de 1.114.600 personas, según las cifras del censo realizado en el año 2005. Estos datos arrojan que la densidad poblacional de esta provincia es de 71,93 habitantes por cada kilómetro cuadrado.
- Datos: Q36662
- Multimedia: Gia Lai / Q36662